# (171256) Lucieconstant
(171256) Lucieconstant est un astéroïde de la ceinture principale.

## Description
(171256) Lucieconstant est un astéroïde de la ceinture principale. Il fut découvert par Bernard Christophe le 8 août 2005 à l'observatoire de Saint-Sulpice. Il présente une orbite caractérisée par un demi-grand axe de 3,05 UA, une excentricité de 0,03 et une inclinaison de 1,76° par rapport à l'écliptique.
Il fut nommé en l'honneur de la belle-fille du découvreur, Lucie Constant (née en 1983), diplômée en droit et en histoire de l'art.

## Compléments